# E-40
Earl Stevens, född 15 november 1967, mer känd som E-40, är en amerikansk rappare. Han är en del av hiphopgruppen The Click, och är grundare till skivbolaget Sick Wid It Records. 

## Diskografi
- 1993: Federal
- 1994: The Mail Man
- 1995: In a Major Way
- 1996: Tha Hall of Game
- 1998: The Element of Surprise
- 1999: Charlie Hustle: The Blueprint of a Self Made Millionaire
- 2000: Loyalty and Betrayal
- 2002: The Ballatician: Grit & Grind
- 2003: Breakin News
- 2006: My Ghetto Report Card
- 2008: The Ball Street Journal

## Filmografi

### Film
- 3 Strikes (2000)
- Obstacles (2000)
- Hair Show (2004)
- Dead Heist (2007)

### Television

#### Som sig själv
- Soul Train (1995)
- Soul Train (2004)
- Blowin' Up (2006)
- 106 & Park (2006)
- Punk'd (2006)
- Wild 'n Out (2006)
- Yo Momma (2006)
- BET Hip Hop Awards (2007)
- Def Jam: Icon (2007)

#### Som rollfigur
- The Jamie Foxx Show